# South Ferry, Manhattan

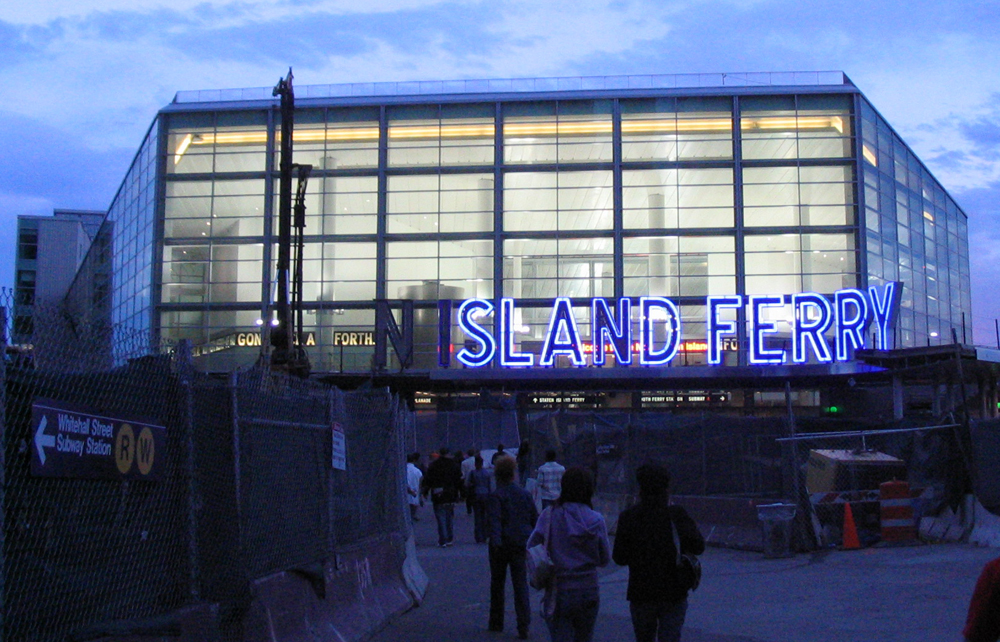
Staten Island Ferry Whitehall Terminal (maj 2005)

South Ferry ligger på Manhattans absoluta sydspets i New York och är en plats för ombordstigning för färjor till Staten Island (Staten Island Ferry genom Staten Island Ferry Whitehall Terminal) och Governors Island.